# Copa francesa d'hoquei sobre patins masculina
La Copa francesa d'hoquei sobre patins, oficialment en francès Coupe de France de rink hockey, és una competició esportiva de clubs francesos d'hoquei sobre patins, creada la temporada 2001-02. De caràcter anual, està organitzada per la Federació de Patinatge de França. Hi participen els equips de les Lligues d'hoquei sobre patins franceses (N1, N2 i N3), que disputen una primera fase en format d'eliminatòries. Els trenta-dos equips classificats disputen la segona fase amb el mateix sistema de classificació. Els quatre semifinalistes disputen la fase final en format de final four en una seu neutral que determina el campió de la competició. És considerada la segona competició de clubs d'hoquei sobre patins a França.
Els dominadors de la competició són La Vendéenne i el SCRA Saint-Omer, amb sis títols cadascun.

## Palmarès
| En negreta = Equip guanyador (1) = Nombre de títols (prò.) = Pròrroga / Gol d'or (p.) = Penals / Shoot-out Nota: Noms dels equips segons l'època |

| Edició | Temp.   | Data                                                       | Campió                                                     | Resultat                                                   | Finalista                                                  | Seu                                                        | Refs. |
| ------ | ------- | ---------------------------------------------------------- | ---------------------------------------------------------- | ---------------------------------------------------------- | ---------------------------------------------------------- | ---------------------------------------------------------- | ----- |
| I      | 2001-02 |                                                            | La Vendéenne (1)                                           |                                                            | HC Quévertois                                              |                                                            |       |
| II     | 2002-03 | 07-06-2003                                                 | RAC Saint-Brieuc (1)                                       | 4-4 (2-1, p.)                                              | SA Mérignac                                                |                                                            |       |
| III    | 2003-04 | 05-06-2004                                                 | RAC Saint-Brieuc (2)                                       |                                                            | HC Quévertois                                              |                                                            |       |
| IV     | 2004-05 | 04-06-2005                                                 | SCRA Saint-Omer (1)                                        | 3-2                                                        | SPRS Ploufragán                                            |                                                            |       |
| V      | 2005-06 | 10-06-2006                                                 | La Vendéenne (2)                                           | 5-3                                                        | SCRA Saint-Omer                                            |                                                            |       |
| VI     | 2006-07 | N/D                                                        | La Vendéenne (3)                                           | 4-1 / 1-4                                                  | US Coutras RH                                              | Final a doble partit                                       |       |
| VII    | 2007-08 | N/D                                                        | HC Quévertois (1)                                          | 4-1 / 4-3                                                  | US Coutras RH                                              | Final a doble partit                                       |       |
| VIII   | 2008-09 | N/D                                                        | SA Mérignac (1)                                            | 1-4 / 4-0                                                  | HC Quévertois                                              | Final a doble partit                                       |       |
| IX     | 2009-10 | N/D                                                        | SCRA Saint-Omer (2)                                        | 2-3 / 2-1                                                  | RAC Saint-Brieuc                                           | Final a doble partit                                       |       |
| X      | 2010-11 | 22-05-2011                                                 | La Vendéenne (4)                                           | 2-1                                                        | SCRA Saint-Omer                                            | Salle des Sports du Brockus, Saint-Omer                    |       |
| XI     | 2011-12 | 22-04-2012                                                 | SCRA Saint-Omer (3)                                        | 2-1                                                        | HC Quévertois                                              | Salle Némée, Dinan                                         |       |
| XII    | 2012-13 | 05-05-2013                                                 | HC Quévertois (2)                                          | 3-2                                                        | SCRA Saint-Omer                                            | Salle du Croissant, Nantes                                 |       |
| XIII   | 2013-14 | 27-04-2014                                                 | La Vendéenne (5)                                           | 8-7 (prò.)                                                 | CS Noisy-Le-Grand                                          | Gymnase des Yvris, Noisy-le-Grand                          |       |
| XIV    | 2014-15 | 19-04-2015                                                 | HC Quévertois (3)                                          | 3-2                                                        | La Vendéenne                                               | Salle Némée, Dinan                                         |       |
| XV     | 2015-16 | 17-04-2016                                                 | La Vendéenne (6)                                           | 8-5                                                        | SCRA Saint-Omer                                            | Salle omnisports du Glénan, Ploufragan                     |       |
| XVI    | 2016-17 | 23-04-2017                                                 | SCRA Saint-Omer (4)                                        | 5-2                                                        | Nantes ARH                                                 | Salle du Croissant, Nantes                                 |       |
| XVII   | 2017-18 | 22-04-2018                                                 | SCRA Saint-Omer (5)                                        | 2-1                                                        | CS Noisy-Le-Grand                                          | Salle omnisports du Glénan, Ploufragan                     |       |
| XVIII  | 2018-19 | 05-05-2019                                                 | SCRA Saint-Omer (6)                                        | 2-1                                                        | RHC Lyon                                                   | Salle omnisports du Glénan, Ploufragan                     |       |
| XIX    | 2019-20 | 20-09-2020                                                 | CS Noisy-Le-Grand (1)                                      | 6-5                                                        | SCRA Saint-Omer                                            | Salle du Croissant, Nantes                                 | [ 1 ] |
| XX     | 2020-21 | Edició cancel·lada pel risc públic de contagi del COVID-19 | Edició cancel·lada pel risc públic de contagi del COVID-19 | Edició cancel·lada pel risc públic de contagi del COVID-19 | Edició cancel·lada pel risc públic de contagi del COVID-19 | Edició cancel·lada pel risc públic de contagi del COVID-19 |       |
| XXI    | 2021-22 | 08-05-2022                                                 | HC Quévertois (4)                                          | 4-3                                                        | RH Lyon                                                    | Arena Stade Couvert de Liévin                              | [ 2 ] |

| Equip                  | Campió | Subcampió | Total | Anys campió                                          | Anys subcampió                              |
| ---------------------- | ------ | --------- | ----- | ---------------------------------------------------- | ------------------------------------------- |
| SCRA Saint-Omer        | 6      | 5         | 11    | 2004-05, 2009-10, 2011-12, 2016-17, 2017-18, 2018-19 | 2005-06, 2010-11, 2012-13, 2015-16, 2019-20 |
| La Vendéenne           | 6      | 1         | 7     | 2001-02, 2005-06, 2006-07, 2010-11, 2013-14, 2015-16 | 2014-15                                     |
| Hockey Club Quévertois | 4      | 4         | 8     | 2007-08, 2012-13, 2014-15, 2021-22                   | 2001-02, 2003-04, 2008-09, 2011-12          |
| RAC Saint-Brieuc       | 2      | 0         | 2     | 2002-03, 2003-04                                     | —                                           |
| CS Noisy-Le-Grand      | 1      | 2         | 3     | 2019-20                                              | 2013-14, 2017-18                            |
| SA Mérignac            | 1      | 1         | 2     | 2008-09                                              | 2002-03                                     |
| US Coutras RH          | 0      | 2         | 2     | —                                                    | 2006-07, 2007-08                            |
| RHC Lyon               | 0      | 2         | 2     | —                                                    | 2018-19, 2021-22                            |
| SPRS Ploufragán        | 0      | 1         | 1     | —                                                    | 2004-05                                     |
| Nantes ARH             | 0      | 1         | 1     | —                                                    | 2016-17                                     |